# Tales (album)
Pour les articles homonymes, voir Tales (homonymie).
Albums de Marcus Miller
The Sun Don't Lie
(1993) Live & More
(1998)
Tales est le quatrième album studio du bassiste de jazz Marcus Miller.

## Contexte
Avec cet album, Marcus Miller met définitivement en place une identité nouvelle, après son avènement dans les années 1990 et la disparition de Miles Davis en 1991, son ami, mentor et collaborateur. Il arbore désormais un chapeau de feutre rond à forme aplatie (pork pie hat) qui ne le quittera plus, et poursuit son exploration musicale dans le style jazz fusion.

## Titres
L'album inclut des enregistrements vocaux déjà interprétés par de grands noms du jazz, du trompettiste Miles Davis au pianiste Duke Ellington, en passant par le saxophoniste Charlie Parker ou encore la chanteuse Billie Holiday. Ainsi, le morceau Tales, se veut une introspection de Marcus Miller sur son statut de musicien, sur son passé, ses racines, ses influences, et sa relation avec ses maîtres, qu'il ait été collaborateur ou simple admirateur.
Au-delà des voix, l'album comprend plusieurs reprises : le morceau engagé Strange Fruit composé par Lewis Allan et interprété par Billie Holiday, Visions, une composition de Stevie Wonder; la célèbre chanson Come Together des Beatles et le titre Brazilian Rhyme composé par Maurice White de Earth, Wind and Fire, le groupe préféré de Marcus Miller.
| N°  | Titre                                 | Compositeur                         | Durée |
| --- | ------------------------------------- | ----------------------------------- | ----- |
| 1.  | The Blues                             | Marcus Miller                       | 5:45  |
| 2.  | Tales                                 | Marcus Miller, Allen Toussaint      | 5:46  |
| 3.  | Eric                                  | Marcus Miller                       | 6:16  |
| 4.  | True Geminis                          | Marcus Miller                       | 5:35  |
| 5.  | Rush Over                             | Marcus Miller, Me'Shell Ndegéocello | 5:18  |
| 6.  | Running Through My Dreams (Interlude) | Marcus Miller                       | 1:27  |
| 7.  | Ethiopia                              | Marcus Miller                       | 5:15  |
| 8.  | Strange Fruit                         | Lewis Allan                         | 3:19  |
| 9.  | Visions                               | Stevie Wonder                       | 4:48  |
| 10. | Brazilian Rhyme                       | Maurice White                       | 5:01  |
| 11. | Forevermore                           | Marcus Miller                       | 5:07  |
| 12. | Infatuation                           | Marcus Miller                       | 5:08  |
| 13. | Tales (Reprise)                       | Marcus Miller                       | 2:34  |
| 14. | Come Together                         | John Lennon, Paul McCartney         | 5:30  |

## Musiciens
| Musicien                  | Instrument                                  | Titre                                |  | Équipe technique        |             |
| ------------------------- | ------------------------------------------- | ------------------------------------ |  | ----------------------- | ----------- |
| Marcus Miller             | guitare basse clarinette synthétiseur flute | 1-7, 9-14 4-5, 7-9 2-3, 7-8, 13-14 6 |  | Marcus Miller           | producteur  |
| Kenny Garrett             | saxophone alto                              | 1-4, 7, 9-10, 12-14                  |  | Goh Hotoda, Ray Bardani | mixage      |
| Joshua Redman             | saxophone ténor                             | 4                                    |  | Dave Ward, Jason Miles  | programmeur |
| Dean Brown Hiram Bullock  | guitare                                     | 14 3                                 |  |                         |             |
| Michael "Patches" Stewart | trompette                                   | 1-2, 4, 7, 9-11, 14                  |  |                         |             |
| Bernard Wright            | orgue, synthétiseurs, clavinet, marimba     | 1-3, 7, 10, 12-14                    |  |                         |             |
| Meshell Ndegeocello       | synthétiseur, vocal                         | 5                                    |  |                         |             |
| Poogie Bell               | batterie                                    | 1-3, 5, 7, 9-10                      |  |                         |             |
| Lenny White               | batterie                                    | 3                                    |  |                         |             |
| Q-Tip                     | voix                                        |                                      |  |                         |             |
| Lalah Hathaway            | chant                                       | 12                                   |  |                         |             |

## Réception
Sur AllMusic, Scott Yanow indique que le style funk qu'il interprète sur cet album n'est pas sans rappeler celui de Miles Davis qui visiblement lui manque beaucoup. Il écrit que le célèbre morceau Strange Fruit est ici réarrangé et « toute la musique est à la fois dansante et bien exploité ». Il conclut en écrivant que malgré le fait qu'il se disperse un peu sur les derniers morceaux, l'ensemble est intéressant.